# August Erkens
August Erkens (* 19. Februar 1908 in Lobberich; † 8. März 1988 in Viersen) war ein niederrheinischer Maler. Nach Kriegsende gehörte er 1945 zu den Gründern der progressiven ersten „Künstlergruppe 45 Krefeld“. Diese freie Vereinigung nahm auch Maler auf, die vorher der Kategorie „Entartete Kunst“ zugerechnet worden waren.

## Leben und Wirken
August Erkens wurde am 19. Februar 1908  in Lobberich geboren. Nach dem Abitur 1926 begann er eine Lehre in der Malerwerkstatt seines Vaters. Von 1929 bis 1931 folgte ein Studium an der École des Beaux-Arts in Paris. Es schloss sich eine Ausbildung im Atelier des Kunstmalers und Zeichenlehrers Otto Therstappen an. Von 1933 bis 1934  unternahm er mehrere Studienreisen nach Italien zu bedeutenden Stätten christlich- abendländischer Kultur hellenistischer Prägung mit Aufenthalten in Rom, Florenz und Mailand. Auf Wunsch des Vaters machte er 1935 die Meisterprüfung als Dekorations- und Design-Maler mit Schwerpunkt Bühnenbilder und Plakate. 1937 heiratete Erkens Sofia Brögger, die die Töchter Renate (1939) und Carola (1946) gebar. Mit ihrem Namen Fia Erkens wurde sie als Vertreterin der Bewegung Naive Kunst am Niederrhein bekannt. Ihr Vorbild für eigene künstlerische Arbeiten war die amerikanische Malerin Grandma Moses.
Am Zweiten Weltkrieg musste Erkens von 1939 bis 1945 als Soldat teilnehmen. Bei seinen Kriegseinsätzen in Frankreich, Afrika und Italien hatte er stets einen Zeichenblock dabei und hielt seine Eindrücke von Land und Leuten fest. Nach Kriegsende engagierte sich August Erkens als Förderer junger Künstler, für die er öffentliche Ausstellungen organisierte.

## Malerisches Werk
Das malerische Hauptwerk von Erkens begründete seine Zuordnung als „Maler des Niederrheins“. Die niederrheinische Landschaft zu unterschiedlichen Jahreszeiten war immer wieder Thema seines Schaffens.
Die Themenpalette ist durch seine mehrjährigen Auslandsaufenthalte umfangreicher und vielfältig geworden. Darunter sind Porträts, Stillleben sowie auch humorvolle Motive und Karikaturen, bis hin zu Arbeiten mit zeitgeschichtlichen Bezügen.
Als Soldat verzichtete er darauf, die Ereignisse von Kriegsschauplätzen festzuhalten. Sein Interesse galt den Bewohnern der afrikanischen, italienischen und französischen Dörfer und Städte, in denen er sich aufhielt. Er skizzierte die fremdartig-reizvolle Natur und Architektur.
Viele dieser Bilder und Skizzen sind verschollen. Andere sind in den Ländern verblieben, wo sie entstanden. Das malerische Werk aus der Zeit vor 1939 wurde weitgehend durch Bombardierung zerstört, sofern es nicht in den Besitz von Kunstsammlern kam.
Arbeiten von Erkens befinden sich im privaten Museum Europäischer Kunst (Schloss Nörvenich, NRW) sowie im Besitz von dessen Förderverein Europäische Kultur-Stiftung (EKS).

## Ausstellungen (Auswahl)
Es ist eine reiche Beteiligung an Ausstellungen überliefert. Einzelausstellungen haben sich auch posthum fortgesetzt.
- 1929: Kaiser-Wilhelm-Museum, Krefeld
- 1946: Städtisches Museum Wuppertal, „Künstlergruppe 45“
- 1946: Kaiser Wilhelm Museum Krefeld, „Künstlergruppe 45“
- 1947: Suermondt Museum Aachen, „Künstlergruppe 45 Krefeld“
- 1947: Bergische Kunstgenossenschaft e. V., Wuppertal, „Künstlergruppe 45 Krefeld“
- 1948/1949: Kaiser Wilhelm Museum Krefeld, „Niederrheinische Malerei und Plastik der Gegenwart“
- 1955: Kaiser Wilhelm Museum Krefeld, „10 Jahre Künstlergruppe 1945“
- 1956: Altes Museum Mönchengladbach, „10 Jahre Künstlergruppe 1945“
- 1957 bis 1997: „Krefeld Künstlergruppe 45“, mehrfach Ausstellungen in Fochem, Düsseldorf und  Krefeld.
- 1969: Schulzentrum Süchtelner Straße, Viersen
- 1971: Schulzentrum Süchtelner Straße 2, Viersen
- 1974 und 1995: „Werner Jaeger Halle“,  Nettetal
- 1976: Galerie Notz-Erkens Nettetal und folgende Jahre, mehrfach
- 2000: Städtische Galerie im Park, Viersen, Dahmen, Dors, Erkens, Paul Heimen, Therstappen. „Fünf Künstlerporträts vom Niederrhein“
- 2008: Museum Europäischer Kunst, Schloss Nörvenich (NRW): „Hommage: August Erkens 100 Jahre“
- 2012: Galerie Marco Edition, Bonn: „August Erkens – Ein Maler vom Niederrhein“